# Agrostis fasciculata
Agrostis fasciculata é uma espécie de gramínea do gênero Agrostis, pertencente à família Poaceae.